# 人類變異性

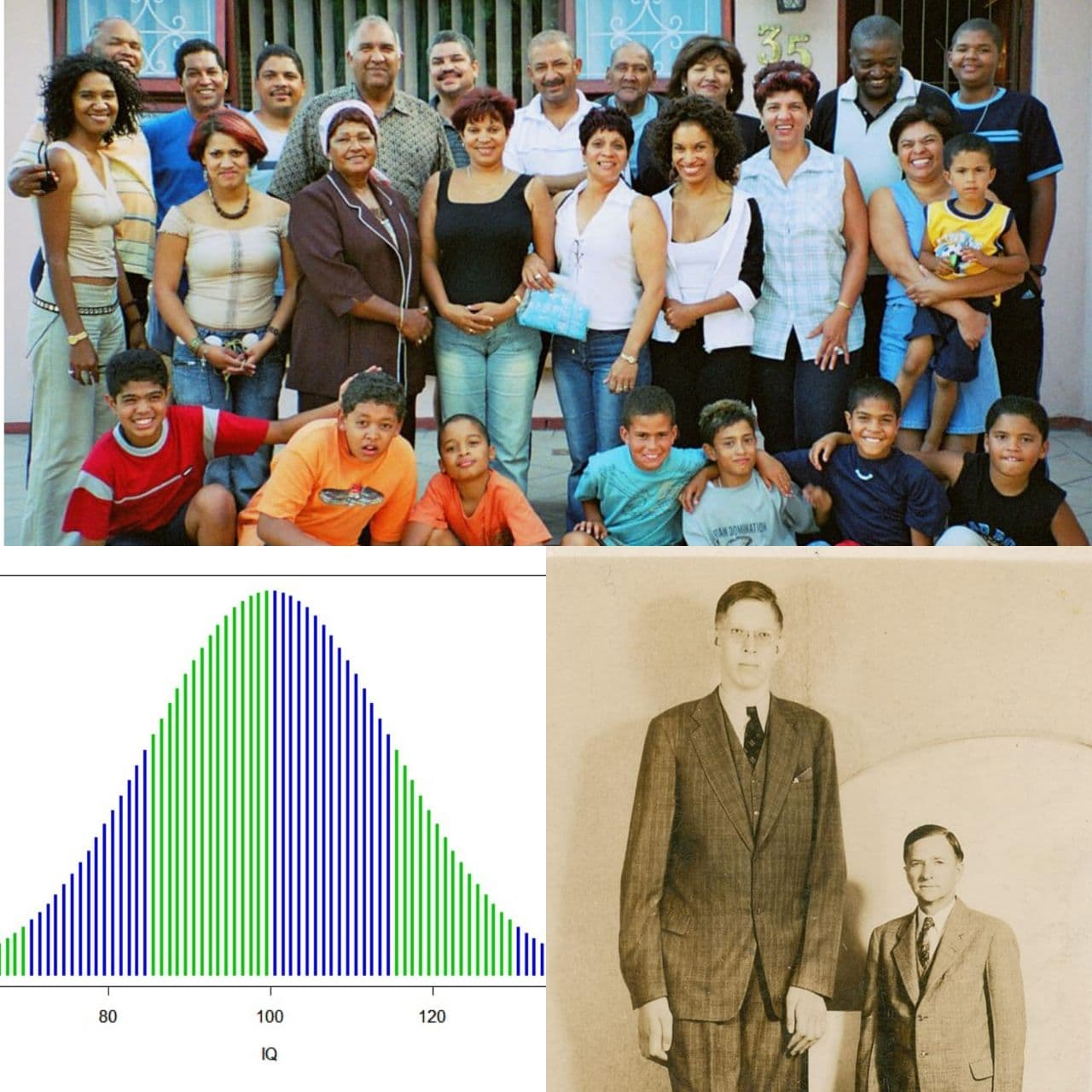
人類表型變異性的一些例子：膚色不同的人、智商分數的正态分布、史上記載身長最高的人羅伯特·瓦德羅及其父親。

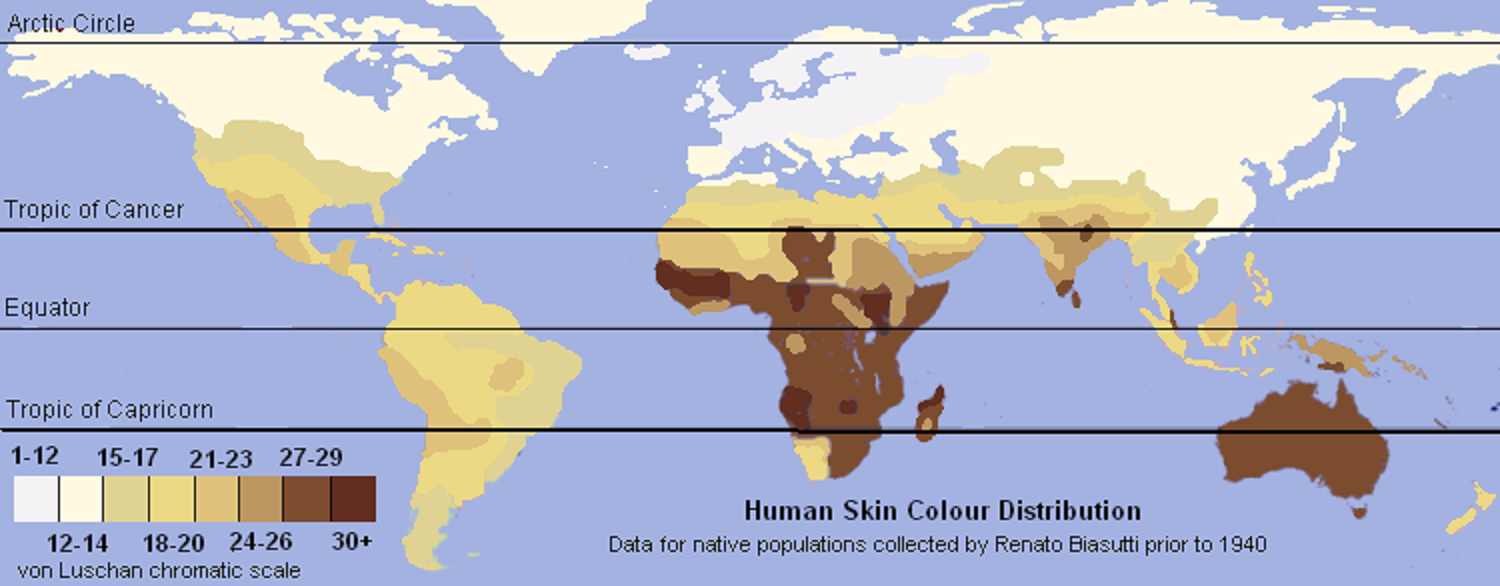
基於Von Luschan量表 製作的1940 年之前收集的本地人口數據的世界膚色地圖。

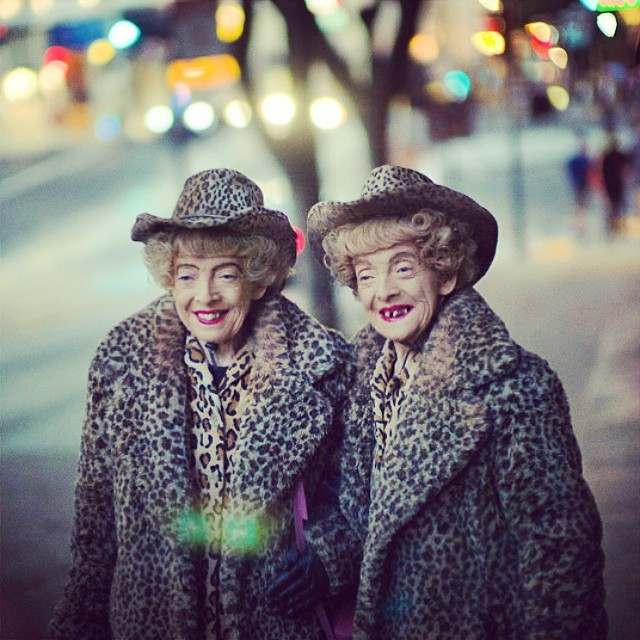
同卵雙胞胎 共享相同的基因。他們經常被研究以了解環境因素如何影響人類變異性，例如身高差異。

人類變異性（human variability，human variation）是人類任何生理或心理特徵變化的可能值範圍。
變異性中經常被討論的範疇包括認知能力、人格、人類外貌（體型、膚色等）和免疫學。變異性部分可遺傳，部分可獲得（先天與後天爭議）。由於人類存在兩性異形，許多特徵不僅在族群之間存在很大的差異，在兩性之間也是如此。

## 人類變異的來源
人類變異性歸因於環境和遺傳來源的組合，包括：
- 環境來源
  - 產前環境
  - 營養和營養不良
  - 生活品質和健康照護
  - 污染和毒素暴露和其他壓力源
  - 教育
  - 文化
  - 氣候
  - 家庭環境和教養（尤其是5歲之前）
    - 虐待和忽視兒童

  - 事故
    - 意外、職業傷害、故意傷害或改變身體
- 遺傳來源
  - 突變
    - 基因突變
    - 染色體突變
    - 外部影響

  - 有性生殖
    - 基因重組
      - 血型/免疫類型
      - 等位基因差異

    - 擇偶
    - 繁殖力

  - 表觀遺傳學
  - 基因流動

對於上面列出的遺傳變量，其中很少有表徵人類變異性的特徵，僅由簡單的孟德爾定律控制（即，單個基因完全負責一個性狀）。相反，大多數是多基因的 （页面存档备份，存于）（即由多個基因控制）或由遺傳和環境的複雜組合決定。
許多遺傳差異（多態性）對於健康或成功繁殖，幾乎沒有影響，但有助於將不同的種群區分開來。這有助於種群遺傳學領域的研究人員，研究古代遷徙和種群之間的關係。